# 이산 (축구인)
이산(李山, 1985년 10월 5일 ~ )은 대한민국의 전직 축구 선수이자 현직 축구 칼럼니스트이다.

## 학력
- 연서초등학교
- 하안중학교 → 중동중학교
- 영국 홀리필드 하이스쿨
- 영국 워렌 하이스쿨
- 로버트 클락 하이스쿨

## 선수 경력
- 크리스탈 팰리스 FC 유소년 팀
- 풀럼 FC 유소년 팀
- 2002년 ~ 2004년 웨스트햄 유나이티드 FC 유소년 팀
- 2004년 ~ 2005년 브렌트퍼드 FC
- 2005년 ~ 2006년 셰필드 유나이티드 FC
- 2007년 제주 유나이티드 FC

## 기자 및 칼럼니스트 활동
- 2010년부터 스포츠조선에서 잉글랜드 프리미어리그 특파원으로 활동하다가 풋볼리스트에서 칼럼니스트로 활동 중이다.